# آنگی مارتینز
آنگی مارتینز (انگلیسی: Angie Martinez؛ زادهٔ ۹ ژانویهٔ ۱۹۷۱) یک موسیقی‌دان اهل ایالات متحده آمریکا است. وی از سال ۱۹۹۶ میلادی تاکنون مشغول فعالیت بوده‌است.